# Kimura Tetsumasa
Tetsumasa Kimura (sinh ngày 24 tháng 1 năm 1972) là một cầu thủ bóng đá người Nhật Bản.

## Sự nghiệp câu lạc bộ
Tetsumasa Kimura đã từng chơi cho Kyoto Purple Sanga, Blaze Kumamoto, Denso, Ventforet Kofu và JEF United Ichihara.